# 図師民嘉
図師 民嘉（ずし みんか、安政元年10月4日（1854年11月23日） - 大正11年（1922年）7月1日）は、明治期日本の鉄道官僚。鉄道院計理部長などを歴任し、鉄道経理の確立を行った。

## 来歴・人物
鹿児島市潮見町で生まれ、商法講習所（現一橋大学）で学んだ。1873年外務省入省。1876年から1878年までアメリカ合衆国で経理を学び、帰国後第五国立銀行入行。
1879年に工部省権少書記官任官以来、会計事務に従事し、日本における鉄道経理の確立を行った。
1884年鉄道局少書記官。1885年逓信省鉄道事務官。1890年鉄道局会計課長。1893年鉄道庁第三部長心得。同年逓信省計理課長。
1897年鉄道作業局計理部長。1901年叙勲四等瑞宝章受章。1903年叙従四位。1906年臨時鉄道国有準備局第三課長。同年叙勲三等旭日中綬章受章。
1908年鉄道院理事・計理部長。同年の申酉事件では、成瀬隆蔵、村瀬春雄、八十島親徳、宮川久次郎と大学問題実行委員に就任。母校東京高等商業学校（現一橋大学）防衛に尽力した。
1909年に依願退官し、正四位に叙され、帝国鉄道協会理事に就任。1910年台湾製糖取締役。1911年朝日護謨社長。1922年に病気で危篤となり従三位に叙され、同年死去した。

## 親族
妻の佐用は江戸幕府奥医師林洞海の娘。建築家の図師嘉彦は次男。三女の豊子は陸軍元帥川村景明子爵の次男弘の妻。

## 著作
- 『簿記法原理』甘泉堂 1886年
- 『簿記法原理 校正2版』山中録 1888年
- 『物品会計論』丸善 1894年
- 『簿記法原理（復刻叢書. 簿記ことはじめ ; 第2期）』雄松堂書店 1981年